# Naklep
Naklep je pravni izraz za premišljeno dejanje. V Kazenskem zakoniku Republike Slovenije je naklep opredeljen v 17. členu kot: 
Kaznivo dejanje je storjeno z naklepom, če se je storilec zavedal svojega dejanja in ga je hotel storiti; ali če se je zavedal, da lahko zaradi njegovega ravnanja nastane prepovedana posledica, pa je privolil, da takšna posledica nastane.